# Крістофер Верницниг
Крістофер Верницниг (нім. Christopher Wernitznig; нар. 24 лютого 1990, Філлах, Австрія) — австрійський футболіст, півзахисник клубу «Вольфсбергер». В австрійській Бундеслізі зіграв понад 200 матчів.

## Життєпис
Футбольну кар'єру розпочав 1997 року в юнацькій команді «АТУС Нотш» з Каринтії. У 2004 році перейшов до молодіжної команди «Штурму» (Грац), а вже наступного року опинився у «Віллахері». До 2007 року виступав за молодіжну команду «Віллахера», потім поступово почав залучатися до тренувань з першою командою клубу.
У першій команді «Віллахера» дебютував на позиції лівого півзахисника 25 травня 2007 року в поєдинку Каринтійської ліги (четвертий дивізіон чемпіонату Австрії) проти СК «Ландскрон». У своєму першому дивізіоні в дорослому футболі зіграв 4 матчів, в яких відзначився 1 голом. У сезоні 2007/08 років з 30-и матчів провів 29 поєдинків, в яких відзначився 4-а голами. У фінальному раунді чемпіонату «Віллахер» посів 8-е місце. Напередодні старту наступного сезону перейшов до СВ «Шпітталь/Драу». У Регіоналлізі «Центр» на позиції лівого півзахисника зіграв 20 матчів, в яких відзначився 1 голом. По завершенні сезону 2008/09 років повернувся до «Віллахера», де провів півтора сезони. В осінній частині сезону 2010/11 років відзначився 10-а голами в 16-и матчах, після чого перейгов до «Ваккера» (Інсбрук) з австрійської Бундесліги. Спочатку виступав за другу команду. Дебютував у Бундеслізі 16 квітня 2011 року в програному (0:3) поєдинку проти віденського «Рапіда», замінивши на 81-й хвилині Томаса Бергманна.
У сезоні 2011/12 років з 8-а забитими м'ячами став найкразим бомбардиром команди. Після вильоту «Ваккера» з еліти австрійського футболу, Крістофер повернувся до Каринтії, де підписав контракт з «Вольфсбергером» (до 2016 року). У своєму дебютному поєдинку в новій команді відзначився двома голами у ворота «Адміри Ваккер Медлінг». У сезоні 2015/16 років зіграв 4 матчі в Лізі Європи.